# Condado de Fenosa
El condado de Fenosa fue un título nobiliario español creado por Francisco Franco el 1 de octubre de 1955 en favor de Pedro Barrié de la Maza, para premiar así «su inteligente laboriosidad, su constante iniciativa creadora de riqueza, desarrollada principalmente en la región gallega, y por su generosidad, impregnada de sentimiento cristiano».
El condado fue suprimido el 21 de octubre de 2022 tras la entrada en vigor de la Ley de Memoria Democrática.

## Denominación
La denominación de la dignidad nobiliaria refiere al acrónimo de la empresa fundada por el I conde, las Fuerzas Eléctricas del Noroeste, S.A. (Fenosa).

## Condes de Fenosa
|                                  | Titular                        | Periodo                       |
| Creación por Francisco Franco    | Creación por Francisco Franco  | Creación por Francisco Franco |
| -------------------------------- | ------------------------------ | ----------------------------- |
| I                                | Pedro Barrié de la Maza        | 1955-1971                     |
| Rehabilitación por Juan Carlos I |                                |                               |
| II                               | Carmela Arias y Díaz de Rábago | 2001-2009                     |
| III                              | José María Arias Mosquera      | 2011-2022                     |

## Historia de los condes de Fenosa
- Pedro Barrié de la Maza (1888-1971), I conde de Fenosa, empresario y financiero gallego, propietario de Banco Pastor, Fuerzas Eléctricas del Noroeste S.A. (FENOSA) —hoy parte de Gas Natural Fenosa—, Astilleros y Talleres del Noroeste SA, etc, gran-cruz de la Real Orden de Isabel la Católica, gran-cruz de la Orden Civil de la Beneficencia y gran-cruz de la Orden del Mérito Civil, entre otras distinciones.

Casó en primeras nupcias con Amalia de Torres y Sanjurjo y casó en segundas nupcias con la hija de su primo-hermano, Carmela Arias y Díaz de Rábago. El Real Decreto 1071/2001, de 28 de septiembre, dispone que se entienda cabeza de línea a su esposa Carmela Arias y Díaz de Rábago, para sí y sus sucesores, por el orden regular de sucesión y facultad para designar sucesor. En consecuencia, le sucedió, el 18 de octubre de 2001, su segunda esposa y prima-sobrina:
- Carmela Arias y Díaz de Rábago (1920-2009), II condesa de Fenosa.

Viuda del I conde de Fenosa. Le sucedió, por real carta de sucesión de fecha 14 de julio de 2011, su sobrino paterno:
- José María Arias Mosquera, III conde de Fenosa.[5] Último titular.